# Северокоммунарское сельское поселение
Северокоммунарское се́льское поселе́ние — упразднённое муниципальное образование в Сивинском районе Пермского края Российской Федерации.
Административный центр — посёлок Северный Коммунар.

## История
Образовано Законом Пермской области от 10 ноября 2004 года. Упразднено в 2020 году в связи с преобразованием муниципального района в муниципальный округ.

## Население
| 2010  | 2012  | 2013  | 2014  | 2015  | 2016  | 2017  |
| ----- | ----- | ----- | ----- | ----- | ----- | ----- |
| 2245  | ↘2210 | ↘2150 | ↘2119 | ↘2082 | ↘2030 | ↘2020 |
| 2018  | 2019  | 2020  |       |       |       |       |
| ↘1952 | ↘1913 | ↘1870 |       |       |       |       |

## Населённые пункты
В состав сельского поселения входили 13 населённых пунктов:
| №  | Населённый пункт  | Тип     | Население |
| -- | ----------------- | ------- | --------- |
| 1  | Буланово          | деревня | 77        |
| 2  | Быково            | деревня | 96        |
| 3  | Гришино           | деревня | 8         |
| 4  | Ефимово           | деревня | 11        |
| 5  | Зотино            | деревня | 4         |
| 6  | Кривоши           | деревня | 0         |
| 7  | Никитино          | деревня | 0         |
| 8  | Ольховка          | деревня | 0         |
| 9  | Петрушонки        | деревня | 0         |
| 10 | Северный Коммунар | посёлок | ↘1213     |
| 11 | Сенино            | деревня | 140       |
| 12 | Серафимовское     | село    | 180       |
| 13 | Усадьба РТС       | деревня | 104       |